# (26208) 1997 QJ3
(26208) 1997 QJ3 là một tiểu hành tinh vành đai chính. Nó được phát hiện bởi Atsushi Sugie ở Dynic Astronomical Observatory Nhật Bản, ngày 28 tháng 8 năm 1997.